# Friedrich von Züle
Friedrich von Züle (auch: Zühlen, † 28. Oktober 1752 auf Zühr) war königlich polnisch-sächsischer General der Kavallerie und Träger des St.Heinrichs-Ordens.
Seine Eltern waren der Oberst Hans Ernst von Züle († 2. November 1707) und dessen Ehefrau Helene von Gerstenberg. Er hatte noch zwei Brüder Thomas Philipp († 1709) und Ernst Heinrich († 1724), die den Militärdienst wählten.
Über seinen Werdegang ist wenig bekannt. Er wurde 1703 Oberst, am 4. Oktober 1714 General und am 24. März 1730 Generallieutenant. Anschließend wurde er am 27. September 1737 zum General der Kavallerie ernannt und mit dem St.-Heinrichs-Orden ausgezeichnet.
Danach muss er sich vom Militärdienst zurückgezogen haben und starb 1752 auf seinem Gut in Mecklenburg. Der General starb als letzter Vertreter seines Geschlechts.
Er war verheiratet und hinterließ drei Töchter:
- Frederike Dorothea (legitimiert) ⚭ Viktor Otto von der Lühe, Hauptmann
- Beate Helene ⚭ N.N. von Pentz († 1752)
- Agnes Osterholt ⚭ Eberhard von Vegesack (1687–1754), Eltern von Friedrich von Vegesack